# Teemong
Timon van den Elskamp, beter bekend als Teemong (spreek uit als: [ˈtiːmɔŋ]), is een Nederlands regisseur, vooral bekend van de vele muziekvideo's en korte films die hij heeft gemaakt. Teemong is ook werkzaam als muziekproducent en muzikant en houdt zich voornamelijk bezig met rapmuziek en de hiphopcultuur.

## Biografie
Teemong startte zijn carrière als muziekproducent en verleende zijn stem aan talloze rapnummers en humoristische liederen. Deze liederen waren vaak parodieën op bestaande hitsingles. Vermoed wordt dat hij bijdragen heeft geleverd aan het succes van het rapduo Youssef en Kamal. Tegenwoordig is Teemong sporadisch als rapper te horen op albums van Fresku en als onderdeel van het humoristische trio Kutzooi, dat verder bestaat uit Fresku en Shock-n-Surprise. Als soloartiest maakt hij elektronische dancemuziek. Als hiphopproducer is Teemong voornamelijk bekend van zijn bijdragen aan de bewierookte albums van rapper Fresku.
Naast zijn muzikale activiteiten is Teemong ook actief als bedenker en regisseur van muziekvideo's en korte films. Bekende korte films zijn onder meer Maíz Preciosa en De Oude Bok. In de laatstgenoemde korte film speelt Fresku de hoofdrol met het personage Gino Pietermaai, dat uitgroeide tot een populair personage dat later zou opduiken op televisie en als host van feesten en mixtapes (Top Notch Extravaganza 2).
In 2007 begon Teemong met het maken van muziekvideoclips voor de bevriende rappers Murda Turk en Kareemineel. Zijn bekendheid in het wereldje groeide snel en inmiddels heeft hij alle grote namen uit de Nederlandse hiphopscene voor zijn camera gehad. Teemong produceerde videoclips voor voornamelijk Nederlandse rappers, onder wie Ali B, The Opposites, Kleine Viezerik en De Jeugd Van Tegenwoordig. Naast hiphopvideoclips maakte hij ook clips voor artiesten uit andere genres, zoals Go Back to the Zoo, Guido Belcanto, Lucky Fonz III en Tim Knol. Teemong is diverse keren genomineerd voor een State Award in de categorie Beste Clip/Video. Tot op heden is zijn clip voor het nummer Waves van zanger/rapper Mr Probz het meest succesvol.
Geïnspireerd door het gedachtegoed van de Franse rapper Sefyu, verbergt Teemong vaak zijn gezicht in publieke optredens. Op foto's is hij altijd onherkenbaar of heeft hij een hand voor z'n gezicht. Ook de werkelijke identiteit achter de pseudoniem is onbekend. Naar eigen zeggen omdat hij vindt dat het creatieve proces en de inhoud van zijn werk de voorkeur geniet boven zijn persoon.

## Filmografie als regisseur

### Korte films en documentaires
- Patrick Swayze
- 5 Moments You Would've Been Better Off Being a Robot
- Forbidden Fruit
- Loneliest Person
- Belasting
- Why (Suicide Man)
- De Oude Bok
- Kill Me When I Cum
- Maíz Preciosa
- Gino & Ferdi: Kerst Special
- Bang (met onder anderen Appa)
- L'Esperimento Stupido
- De Oude Bok 2
- Untergang
- Butterham
- Chewing Carrots
- Teemong Showreel '08/'09/'10
- Carnaval (met Dominee Boxmang)
- Fresku 2.0 documentaire (met onder anderen Theo Maassen en Ali B)
- Teemong Showreel '11/'12
- Net Pindakaas Gegeten Dus (met Rapper Sjors)
- Great Minds Think Alike  (met onder anderen Jiggy Djé)
- Dogmilk
- Somniloquy
- Willy Keurig en de Zwarte Piet discussie
- Imperium
- Danny de Mug
- Theo Maassen - Einde Oefening
- Beste Jaarwisseling Ooit!!!
- Willy Keurig en de Wilders speech
- Gast
- Ha'ley Fo Demba Ba
- Beste WK analyse ooit!!!
- Cynthia
- Richard Gere
- Willy Keurig en de Hema boycot
- Psycle
- We Go To Eat The Pizza

#### #Kansloos
Voor het programma #Kansloos op Veronica maakte Teemong in 2012 een tiental filmpjes/sketches van ieder een aantal minuten, waarin rapper Fresku de rol van Gino Pietermaai speelde. De reeks had de naam De 10 Gino Geboden, waarin Pietermaai iedere aflevering een les gaf in hoe te leven als Gino.
- Aflevering 1: Vrouwen Versieren
- Aflevering 2: Politie
- Aflevering 3: Fietsen Verkopen
- Aflevering 4: Zwangerschap
- Aflevering 5: Wiet
- Aflevering 6: Kip
- Aflevering 7: Crackies
- Aflevering 8: Rappen
- Aflevering 9: Money
- Aflevering 10: Slapen

#### Dr. Gino
- Dr. Gino Promo
- Seksverslaafd
- Shemale
- Goldenboy
- Spooknigguz
- Bedschijter
- Kontneuken
- Grabbelton
- Bitch (deel 1)
- Bitch (deel 2)

### Videoclips
- Algerino - Trots (met Dicecream)
- ALVARO & Joey Dale - Ready For Action
- Ali B - Een Klein Beetje Geluk (met Sevn Alias en Boef)
- Ali B - Mensen Redden (met Kenny B en Lijpe)
- Ali B - Verslaafd (met Fresku en Winne )
- AmsterdamSoundSystem - I Pop Molly
- Bizzey - Doe Je Dans (met Adje , Jozo en YOUNGBAEKANSIE)
- Boaz van de Beatz - Chu Chu Clap (met Mr Polska)
- Bokoesam & $hirak - Tonight
- Braz - Alien
- Braz - Flambé
- Braz - Plezier (met Teemong)
- Braz - Testosteronbommen (met MocroManiac, Fresku, Pietju Bell en Killer Kamal)
- De Jeugd van Tegenwoordig - Pappa Is Thuis
- De Staat - Peptalk
- Douwe Bob - How Lucky We Are
- Dret & Krulle - Beestachtig
- Dret & Krulle - Doe Iets
- Dret & Krulle - Doe Iets (Remix) (met Adje en Kleine Viezerik)
- Dret & Krulle - Verder
- Eva Simons - Bludfire (ft. Sidney Samson)
- Fresku - Alleen
- Fresku - Angst
- Fresku - Hedde Druksop (met Theo Maassen)
- Fresku - Ik Ben Hier (met Neenah)
- Fresku - Ik Wil (met Shirma Rouse)
- Fresku - Kreeft (met MocroManiac)
- Fresku - Kutkop (Sukkols)
- Fresku - Nieuwe Dag (met Winne)
- Fresku - Nooit Goed (met MocroManiac)
- Fresku - Op De Hoogte (met Teemong)
- Fresku - Twijfel
- Fresku - Zo Doe Je Dat (met Braz, Teemong en Go Back to the Zoo)
- Fresku & MocroManiac - Juice (met Braz)
- Fresku - Laatste van mijn soort (prod Chievva)
- Gikkels - Belachelijk
- Gikkels - Doofpot
- Gikkels - Gekkigheid
- Gikkels - Kanoe (met Kalibwoy)
- Gikkels - Oprechte Liefde (met Linda Wagenmakers)
- Gikkels - Vuisten in de Lucht (met Dret)
- Gino Pietermaai - Rol
- Gino Pietermaai - Terug
- Gino Pietermaai, Bokoesam & FS Green - Doe De 360
- Go Back to the Zoo - Fuck You
- Guido Belcanto - Op De Pechstrook Van Het Leven
- Great Minds - Doag (met Kleine Viezerik en Yung Felix)
- Great Minds - Run It Back / De Flexte
- Green Gang - Doofpot (Remix) (met Ebon-E)
- Hef - Op Een Missie (met Badboy Taya en Feis)
- Jayh - Je Lijkt Op Iemand
- Joe Stone & Ferreck Dawn - Man Enough
- Kain Slim - Changes
- Kareemineel - Ka-Ree-Mi-Neel (The Anthem)
- Kempi - Ik Ben Du Baas
- Kempi - Not Human (met Keizer)
- Killer Kamal - Ik Vergeet Dit Niet
- Killer Kamal - Volg Je Moeder
- Killer Kamal - Hier
- Killer Kamal x Pietju Bell - Mug (prod. Teemong)
- Kleine Viezerik - Futurola
- Kleine Viezerik - Murda (met Sliscobars)
- Kraantje Pappie - Met Z'n Tweeën
- Kubus & Rico - De Freak De Flow
- Kutzooi - Baby's
- Kutzooi - Party Groove
- Kutzooi - Party Groove (Feest DJ Ruud Remix)
- Kutzooi - Worms Inside My Face
- Leafs - Shawty
- Leafs - Dilemma
- Lucky Fonz III - Jongens
- Lijpe - Eng
- Lijpe - Jackpot
- MocroManiac - Boom Boom Boom
- Mr. Probz - Get My Props
- Mr. Probz - Hate You
- Mr. Probz - My Old Self
- Mr. Probz - Waves
- Mr. Probz - Who Are You?
- Nigga Menage - Down Syndrome
- Outerspass - Chaos
- Outerspass - Der Pump
- Outerspass - Frosty
- Outerspass - Laufhaus
- Outerspass - Shank
- Önder - Dat Doen We Niet Meer (met Cartiez, Ronnie Flex & Jiggy Djé)
- Önder - The illest
- Palio SuperSpeed Donkey - Mr. Dickhead
- Pep & Rash - Love The One You're With
- Pietju Bell - Als Je Wist Dan Je Weet
- Pietju Bell & Woenzelaar - Blacka Brakka Jacka
- Pietju Bell - Gelukzoekers
- Pietju Bell - Pastos
- R. Kay - Mama Zei (met Kempi)
- Rapper Sjors - Net Pindakaas Gegeten Dus (prod. Teemong)
- Regga - Onderweg
- Redlight Boogie - Heat Rock (ft. Sean Price)
- Redlight Boogie - Runnin' From God (ft. Maikal X)
- Redlight Boogie - Welcome Me In (ft. Rock of Heltah Skeltah)
- Rex & Undercover - Moer
- Ronnie Flex - Ik Wil Het Hebben (met Gers Pardoel)
- SBMG - Dansen
- Shock-N-Surprise - Next Day
- San Holo - They Just Haven't Seen It (ft. The Nicholas)
- Showtek - World is Mine (ft. Önder)
- THC - Barzz (met Heinek'n)
- The Partysquad - Dat Is Dat Ding (met Jayh, Cho, Bokoesam, MocroManiac en Reverse)
- The Partysquad - Fassen (Nak Panya Anthem) (met La Rouge)
- Teemong - Krakaka
- Teemong - Krakaka (Remix) (met MocroManiac)
- Teemong - Nashat
- Teemong - Paggarotti
- Teemong - Reminisce
- Teemong - Sugar
- Teemong - Where Will We Go
- The Opposites - Duif Op De Dam (met Burgs, Sjaak en Kleine Viezerik)
- Tim Knol - Gonna Get There
- Winne - Lotgenoot
- Winne - We Zijn 1
- Yellow Claw & Cesqeaux - Legends (ft. Kalibwoy)
- Yellow Claw & Mightyfools - Lick Dat
- Yellow Claw & Yung Felix - Dancefloor Champion
- Yellow Claw - We Made It (ft. Lil' Eddie)
- Woordvoerders - Meelopers
- Zwart Licht - Backup Staat Klaar
- Zwarte Schapen - Gewoon Mezelf

#### Ali B Op Volle Toeren
Voor het TROS programma Ali B op volle toeren maakte Teemong de videoclips die na uitzending van iedere aflevering op de website van Sterren.nl werden geplaatst. De videoclips bevatten het hiphopnummer uit de uitzending.
Seizoen 2 (2011)
- Aflevering 1: Nina ft. Ali B & Brownie Dutch - Ben Ik Te Min 2011
- Aflevering 2: Kempi ft. Ali B - Maar Is Huilen Nu Voor Mij Te Laat?
- Aflevering 3: Hef ft. Ali B & Brownie Dutch - Hoe Kan Ik
- Aflevering 4: Brace ft. Ali B - Viva La Vida
- Aflevering 5: Dio ft. Ali B & Brownie Dutch - Una Paloma Blanca 2012
- Aflevering 6: RB Djan ft. Ali B & Brownie Dutch - Dit Keer Is Het Anders
- Aflevering 7: Priester ft. Ali B & Brownie Dutch - Rozen Voor Sandra 2012
- Aflevering 8: Sticks ft. Ali B - Pastorale 2012

Seizoen 3 (2012-2013)
- Aflevering 1: Nino ft. Ali B & Brownie Dutch - Ik Verscheurde Je Foto 2012
- Aflevering 2: Murda Turk ft. Ali B & Brownie Dutch - Mon Amour 2012
- Aflevering 3: Typhoon ft. Ali B & Brownie Dutch - Kom Van Dat Dak Af 2013
- Aflevering 4: Jayh ft. Ali B & Brownie Dutch - Lieve Ria
- Aflevering 5: Mr Polska ft. Ali B & Brownie Dutch - België 2013
- Aflevering 6: Sjaak ft. Ali B & Brownie Dutch - Doe Wat Ik Doe
- Aflevering 7: Bollebof ft. Ali B & Brownie Dutch - Terug Naar De Kust 2013
- Aflevering 8: Lil' Kleine ft. Ali B & Brownie Dutch - Ik voel me zo verdomd alleen 2013

## Muziekproducent
Als hiphopproducer is Teemong voornamelijk bekend van de albums van Fresku. Van diens debuutalbum Fresku (2010), winnaar State Award 2010 voor beste album, nam hij het leeuwendeel van de productie voor zijn rekening. Op dit album verschenen de eerste succesvolle samenwerkingen tussen de twee Eindhovenaren, de nummers Twijfel (winnaar State Award 2009 voor beste single) en Kees.
Van het tweede album Maskerade (2012), winnaar State Award 2012 voor beste album, produceerde Teemong ongeveer de helft van de nummers.
Volledige discografie:
- Ali B - Verslaafd (met Fresku en Winne)
- Appa - De Excursie (met Kareemineel)
- Appa - Wat Denk Jij?
- Braz - Flambé
- Braz - Plezier
- Braz - Zonnesteek
- Fresku - Alisha
- Fresku - Alleen
- Fresku - Doen
- Fresku - Ik Wil
- Fresku - Kees
- Fresku - Keuzes
- Fresku - Kreeft
- Fresku - Lamballen (met Teemong)
- Fresku - Liefdesliedje
- Fresku - Lintworm (met Winne)
- Fresku - Mama Ik Snap Je
- Fresku - Nieuwe Dag (met Winne)
- Fresku - Nos Baranka
- Fresku - Omgekeerde Wereld
- Fresku - Paranoia
- Fresku - Punt Uit
- Fresku - Sitcom
- Fresku - Status
- Fresku - Sukkels (met Teemong)
- Fresku - Twijfel
- Fresku - Vrijheid
- Fresku - Waar Ik Voor Vecht (met Debrah Jade)
- Fresku - We Hebben Je Nodig
- Fresku - Zo Doe je Dat (met Teemong, Braz en Go Back to the Zoo)
- Fresku & Mocromaniac - Witlof
- Gikkels - Stappenplan (met Fresku)
- Gino Pietermaai - Godzilla Spank
- Gino Pietermaai - Goldenboy
- Gino Pietermaai - Rol
- Gino Pietermaai - Terug
- Gino Pietermaai - We Hebben Een Bitch
- Hennygang - Richard Gere
- Kempi - Open Boek (met R. Kay en Fresku)
- Killer Kamal - Fluffy (met Shock-n-Surprise, Fresku en Gino Pietermaai)
- Killer Kamal - Hier (met Shock-n-Surprise)
- Killer Kamal - Saaf Slaaf
- Killer Kamal & Pietju Bell - Lekker Dansen
- Kutzooi - Baby's
- Kutzooi - Worms Inside My Face
- Macronizm - 1 Weg
- Nigga Menage - Down Syndrome
- Pietju Bell - Als Je Wist Dan Je Weet
- Pietju Bell - Gelukzoekers
- Pietju Bell & Woenzelaar - Blacka Brakka Jacka
- THC - N.A.T.O.S. (door Naffer)
- Teemong - Krakaka
- Teemong - Nashat
- Teemong - Paggarotti
- Teemong - Reminisce
- Teemong - Sugar
- Teemong - Where Will We Go
- Zwarte Schapen - Hou Je Bek Dicht
- Zwarte Schapen - Ik Ren Weg (door Kareemineel)
- Zwarte Schapen - Vieze Hoer
- Zwarte Schapen - Vrijheid (door Fresku)
- Zwart Wit - Vooroordelen (door Kareemineel en Kabizz)